# Costantino Costantini
Costantino Costantini (Oneglia, 9 agosto 1904 – Milano, 9 giugno 1982) è stato un ingegnere e architetto italiano.
Si è distinto per le sue opere architettoniche e per la decorazione del Ponte Vittorio Emanuele II.

## Biografia

La sede centrale della GIL a Roma su progetto di Costantini

Suo è il progetto della piscina monumentale coperta nel complesso del Foro Mussolini, oggi Foro Italico e della sede nazionale della GIL a ponte Milvio.